# Robert Broun
Robert Broun (fl. XV secolo) è stato uno scultore inglese attivo nel primo quarto del XV secolo.

## Biografia

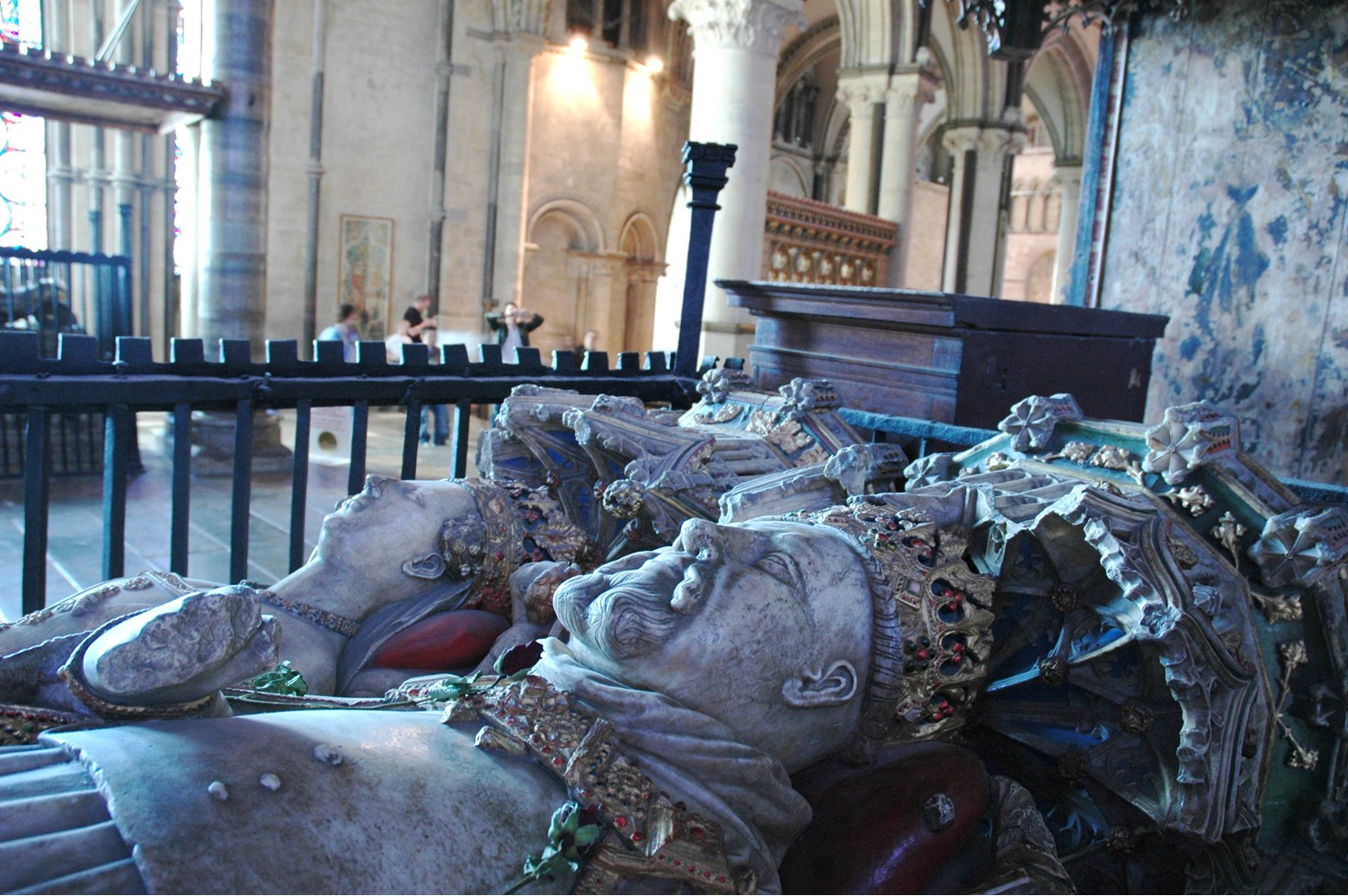
Tomba di Giovanna di Navarra accanto a quella del secondo marito, Enrico IV di Bolingbroke, nella Cattedrale di Canterbury.

Nel 1415 eseguì la decorazione in legno della nave reale Holigost. Successivamente nel 1418 decorò la camera del re a Sheen.
Nel 1421 gli fu commissionata la tomba in alabastro di Richard Hertcombe e di sua moglie, per l'abbazia di Bisham nel Berkshire.
Inoltre gli viene attribuita la tomba del re Enrico IV e della regina Giovanna a Canterbury.